# إنيو دوريس
إنيو دوريس (بالإيطالية: Ennio Doris)‏ هو شخصية أعمال ورائد أعمال إيطالي، ولد في 3 يوليو 1940 في تومبولو في إيطاليا.